# Marilyn Chambers

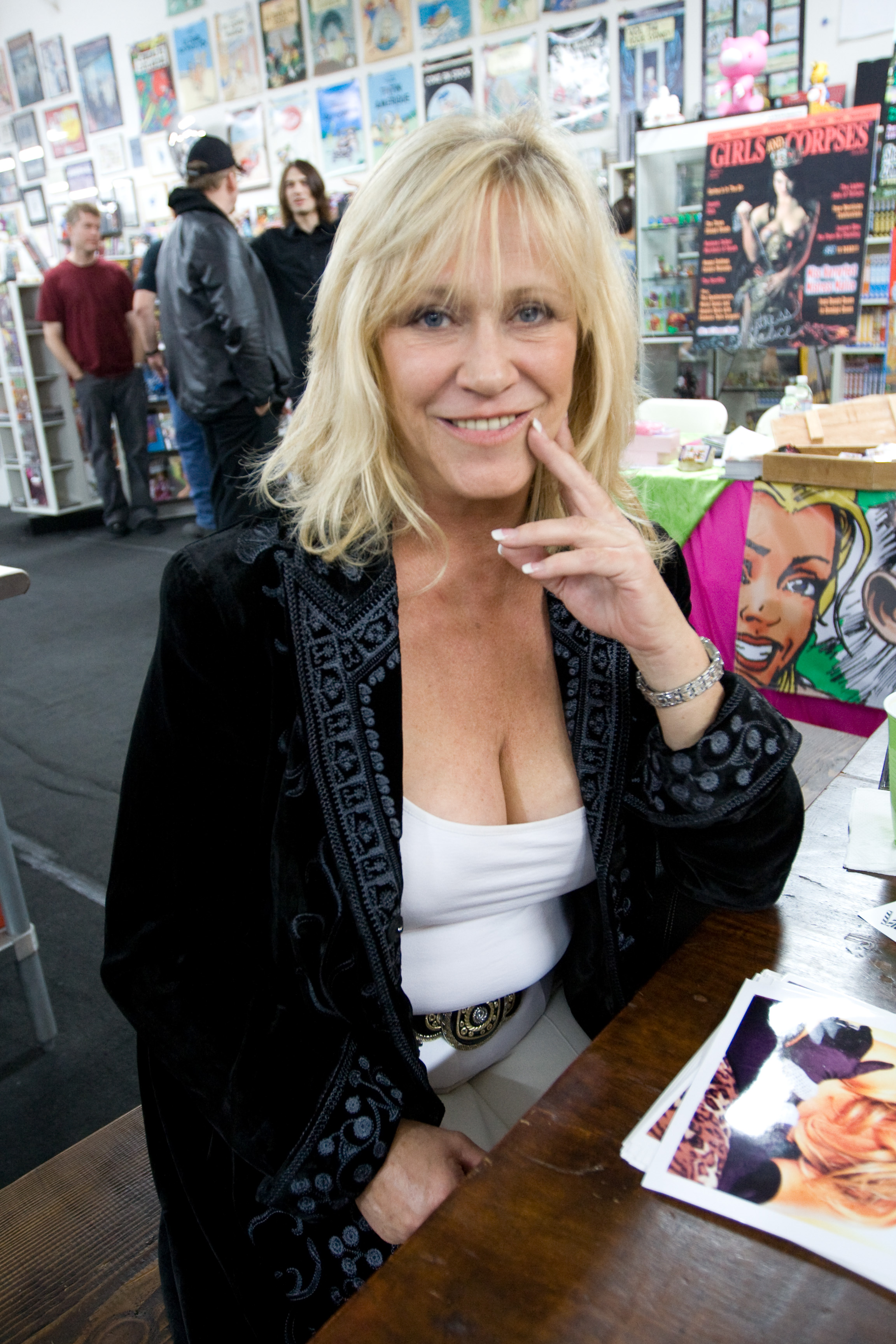
Marilyn Chambers (2008)

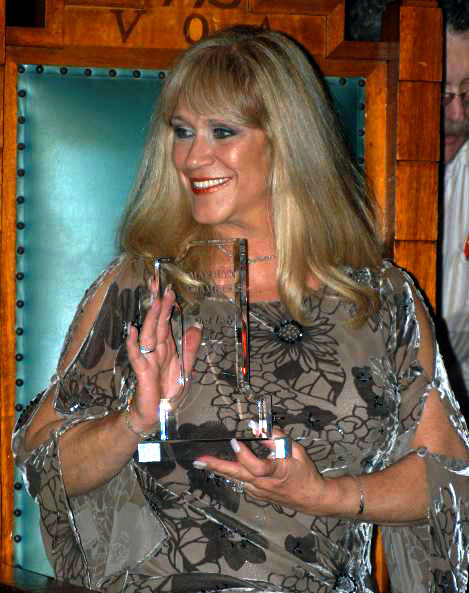
Marilyn Chambers bei der Verleihung der FOXE Awards 2005

Marilyn Chambers (* 22. April 1952 in Providence, Rhode Island; † 12. April 2009 in Santa Clarita, Kalifornien; eigentlich Marilyn Ann Briggs) war eine US-amerikanische Pornodarstellerin, die durch den Pornofilm Behind the Green Door aus dem Jahr 1972 über Nacht weltberühmt wurde. Sie trat zu Anfang ihrer Karriere auch unter ihrem eigenen Namen Marilyn Briggs und dem Künstlernamen Evelyn Lang auf.

## Leben
Eine ihrer ersten Filmrollen hatte sie 1970 in Die Eule und das Kätzchen von Herbert Ross. Als 1972 Behind the Green Door herauskam, war sie auf der Verpackung der Waschmittelmarke Ivory Snow als „junge Mutter mit Baby“ abgebildet; die Firma Procter & Gamble entfernte daraufhin ihr Foto von der Verpackung, was das Interesse der Öffentlichkeit an dem Film nochmals steigerte. Ihre erste Hauptrolle außerhalb des Pornogenres hatte sie 1977 in David Cronenbergs Rabid – Der brüllende Tod als Rose. 1980 spielte sie in Insatiable mit, für dessen Fortsetzung Insatiable II sie 1985 einen XRCO Award erhielt. Sie war Mitglied der AVN Hall of Fame.
Von 1975 bis 1985 war sie mit Chuck Traynor verheiratet, der zuvor mit Linda Lovelace, der Hauptdarstellerin von Deep Throat, liiert gewesen war und diese nach ihren eigenen Angaben missbraucht und zur Darstellung in Pornofilmen gezwungen hatte.
Bei den US-Präsidentschaftswahlen 2004 trat Marilyn Chambers als Kandidatin für das Amt des Vizepräsidenten für die Personal Choice Party an; Präsidentschaftskandidat war Charles Jay.
Am 12. April 2009 wurde die 56-jährige Chambers von ihrer Tochter tot in ihrem Wohnwagen in Santa Clarita aufgefunden. Ein Fremdeinwirken wird ausgeschlossen.
Chambers war dreimal verheiratet. Sie heiratete Doug Chapin 1971 und ließ sich 1974 scheiden, danach folgte eine Ehe mit Traynor bis 1985. Von 1991 oder 1992 bis 1994 war sie mit William Taylor verheiratet, mit dem sie die 1992 geborene Tochter McKenna Marie Taylor hatte.

## Auszeichnungen
- 1985: XRCO Award – Best Kinky Scene in Insatiable II (gemeinsam mit Jamie Gillis)
- 1985: XRCO Hall of Fame
- AVN Hall of Fame
- 2005: FOXE Award – Lifetime Achievement
- 2008: XBIZ Award – Lifetime Achievement for a Female Performer